# Toreo Bajo
Toreo Bajo es una localidad del estado mexicano de Michoacán. Es parte del municipio de Uruapan.

## Demografía
| Gráfica de evolución demográfica |
|                                  |

| Censo | Población |
| ----- | --------- |
| 1900  | 152       |
| 1910  | 178       |
| 1921  | 218       |
| 1930  | 211       |
| 1940  | 251       |
| 1950  | 256       |
| 1960  | 313       |
| 1970  | 368       |
| 1980  | 446       |
| 1990  | 1018      |
| 2000  | 2125      |
| 2010  | 3642      |
| 2020  | 4250      |